# VNA Wortel
VNA Wortel is een Belgische voetbalclub uit Wortel. De club is aangesloten bij de KBVB met stamnummer 3811 en heeft blauw-wit als kleuren.  De club speelt al heel zijn bestaan in de provinciale reeksen.

## Geschiedenis
VNA Wortel sloot zich in het begin van de Tweede Wereldoorlog aan bij de Belgische Voetbalbond. Men ging er in de provinciale reeksen spelen. Wortel bleef in de provinciale reeksen, met Tweede Provinciale als hoogst behaalde niveau.